# یورگ مونزنر
یورگ مونزنر (انگلیسی: Jörg Münzner؛ زادهٔ ۱۴ ژوئیهٔ ۱۹۶۰) سوارکار پرش اهل آلمان است.